# Astragalus tecti-mundi
Astragalus tecti-mundi är en ärtväxtart som beskrevs av Josef Franz Freyn. Astragalus tecti-mundi ingår i släktet vedlar, och familjen ärtväxter.

## Underarter
Arten delas in i följande underarter:
- A. t. orientalis
- A. t. tecti-mundi